# European Tour/08
European Tour/08 è un tour del cantante italiano Luciano Ligabue svolto nel mese di aprile del 2008 in 9 città europee. Fu il primo di tre tour di Ligabue nel 2008, seguirono infatti un tour estivo negli stadi e sette date all'Arena di Verona a settembre/ottobre. A Zurigo e a Londra fu anche aggiunta una seconda data per la grande richiesta. Inoltre il tour sancisce l'inizio della collaborazione di Ligabue con alcuni nuovi musicisti, tra cui Luciano Luisi, Kaveh Rastegar e Michael Urbano.

## Band
- Federico Poggipollini: chitarra
- Niccolò Bossini: chitarra
- Luciano Luisi: tastiere
- Josè Fiorilli: tastiere
- Kaveh Rastegar: basso
- Michael Urbano: batteria

## Date
- 7 aprile 2008, Amsterdam, Paradiso
- 9 aprile 2008, Madrid, Joy Eslava
- 11 aprile 2008, Barcellona, Bikini
- 14 aprile 2008, Parigi, La Cigale
- 16 aprile 2008, Zurigo, Volkshaus
- 18 aprile 2008, Amburgo, Markthalle
- 20 aprile 2008, Monaco di Baviera, Georg Elser Halle
- 22 aprile 2008, Berlino, Postbanhof
- 24 aprile 2008, Zurigo, Volkshaus
- 27 aprile 2008, Londra, Koko
- 28 aprile 2008, Londra, Koko

## Scaletta
1. "Il giorno dei giorni"
2. "I "ragazzi" sono in giro"
3. "Viva!"
4. "Ho perso le parole"
5. "Salviamoci la pelle!!!!"
6. "Una vita da mediano"
7. "Eri bellissima"
8. "Questa è la mia vita"
9. "Ho messo via"
10. "Tutti vogliono viaggiare in prima"
11. "Bar Mario"
12. "Hai un momento, Dio?"
13. "Leggero"
14. "Le donne lo sanno"
15. "Niente paura"
16. "Happy hour"
17. "Piccola stella senza cielo"
18. "Certe notti"
19. "Balliamo sul mondo"
20. "Tra palco e realtà"

Bis:
1. "Urlando contro il cielo"
2. "Buonanotte all'Italia"

Note:
- La scaletta si riferisce alla prima data, 7 aprile 2008 al Paradiso, Amsterdam.